# Suzuki RGV 250 Gamma
Die Suzuki RGV 250 Gamma ist ein Motorrad der Kategorie Supersportler, welches von 1988 bis 1997 von der Suzuki Motor Corporation hergestellt wurde.

## Baureihen
Es gibt insgesamt drei Baureihen, die VJ21 (1988–1990), die VJ22 (1991–1994) und die VJ23 (bis 1997), letztere wurde allerdings nicht mehr in Deutschland angeboten. Die VJ21 und VJ22 sind antriebstechnisch nahezu gleich (90°-V-Motor), während das Fahrwerk erhebliche Unterschiede aufweist. So hat die VJ22 eine Upside-Down-Gabel vorne und hinten eine sog. Bananenschwinge, die der nun einseitigen Anordnung der beiden Auspuffrohre Rechnung trägt. Die VJ23 war auch  auf Basis eines 70°-V-Motors antriebstechnisch komplett neu entwickelt.
Von 1995 bis 2002 wurde der Suzuki-Motor der VJ22 auch in der Aprilia RS 250 verbaut, obwohl es sich hierbei um ein direktes Konkurrenzprodukt handelte.
Das Vorgängermodell RG 250 Gamma wurde 1983 in Japan 52.523 mal verkauft.

## Technik
Das Fahrzeug wird von einem wassergekühlten V2-Zweitaktmotor angetrieben. Der Motor verbraucht bleifreies Benzin und zusätzlich Zweitaktöl für die Getrenntschmierung. Der Tank fasst 17 Liter, davon 5,5 Liter als Reserve. Motorradonline.de ermittelte einen Verbrauch zwischen 6,9 und 11,1 Liter Normalbenzin. Eine Kette überträgt die Kraft auf das Hinterrad.
Die Leistung des Kraftrades beträgt 49 kW (67 PS) und das maximale Drehmoment 40 Nm (beide Werte bei einer Drehzahl von 11.000 min−1 und Modelle des letzten Baujahres).
Probleme gab es häufiger bei den Auslassschiebern, die für mehr Drehmoment im unteren Drehzahlbereich sorgen. Eine modifizierte Version wurde zwar angeboten, jedoch nur nach einer Reklamation des Kunden eingebaut.